# ФК «Спарта» (Прага) в сезоні 1927—1928
Сезон ФК «Спарта» (Прага) 1927—1928 — сезон чехословацького футбольного клубу «Спарта». У чемпіонаті Чехословаччини команда посіла третє місце. У Середньочеському кубку команда дійшла до фіналу, де поступилась у фіналі «Славії». Також команда стала першим володарем новоствореного Кубка Мітропи, учасниками якого були найсильніші клуби Центральної Європи

## Склад команди
| № | Поз. | Нац.           | Гравець             |
| - | ---- | -------------- | ------------------- |
|   | ВР   | Чехословаччина | Франтішек Гохманн   |
|   | ВР   | Чехословаччина | Германн Маєрталь    |
|   | ЗХ   | Чехословаччина | Ярослав Бургр       |
|   | ЗХ   | Чехословаччина | Антонін Гоєр        |
|   | ЗХ   | Чехословаччина | Антонін Пернер      |
|   | ЗХ   | Чехословаччина | Карел Стейнер       |
|   | ПЗ   | Чехословаччина | Франтішек Коленатий |
|   | ПЗ   | Чехословаччина | Карел Пешек-Кадя    |
|   | ПЗ   | Чехословаччина | Антонін Царван      |
|   | ПЗ   | Чехословаччина | Ян Кноблоч-Маделон  |
|   | ПЗ   | Чехословаччина | Фердинанд Гайний    |

| № | Поз. | Нац.           | Гравець           |
| - | ---- | -------------- | ----------------- |
|   | НП   | Чехословаччина | Йозеф Сильний     |
|   | НП   | Чехословаччина | Йозеф Малоун      |
|   | НП   | Чехословаччина | Йозеф Шима        |
|   | НП   | Австрія        | Йозеф Горейс      |
|   | НП   | Чехословаччина | Йозеф Мислик      |
|   | НП   | Чехословаччина | Евжен Веселий     |
|   | НП   | Чехословаччина | Адольф Патек      |
|   | НП   | Чехословаччина | Ян Смолка         |
|   | НП   | Чехословаччина | Антонін Мудрий    |
|   | НП   | Чехословаччина | Ярослав Іннерманн |

## Чемпіонат Чехословаччини

### Підсумкова таблиця
|   | Турнірна таблиця     | І  | В | Н | П | МЗ | МП | О  |
| - | -------------------- | -- | - | - | - | -- | -- | -- |
| 1 | Вікторія (Жижков)    | 12 | 8 | 2 | 2 | 41 | 20 | 18 |
| 2 | Славія (Прага)       | 12 | 7 | 2 | 3 | 27 | 20 | 16 |
| 3 | Спарта (Прага)       | 12 | 6 | 2 | 4 | 36 | 18 | 14 |
| 4 | Богеміанс (Прага)    | 12 | 4 | 2 | 6 | 17 | 26 | 10 |
| 5 | Кладно               | 12 | 4 | 1 | 7 | 24 | 39 | 9  |
| 6 | Чехія Карлін (Прага) | 12 | 4 | 1 | 7 | 23 | 38 | 9  |
| 7 | Краловські Виногради | 12 | 2 | 4 | 6 | 16 | 23 | 8  |

### Склад
| «Спарта» Воротар: Франтішек Гохманн, Германн Маєрталь. Захисники: Ярослав Бургр, Антонін Пернер (?.2), Антонін Гоєр (?.1). Півзахисники: Франтішек Коленатий, Карел Пешек-Кадя, Ян Кноблоч-Маделон, Фердинанд Гайний, Антонін Царван. Нападники: Йозеф Сильний (?.9), Адольф Патек (?.7), Йозеф Горейс (?.2), Йозеф Малоун (?.4), Йозеф Мислик (?.1), Йозеф Шима (?.5), Евжен Веселий (?.3), Ян Смолка (?.1), Антонін Мудрий, Ярослав Іннерманн. Тренери: Вацлав Шпіндлер, Джон Дік. |

## Середньочеський кубок
Формально це був розіграш 1927 року, але фінал і його перегравання відбулись у 1928.
Фінал 
| 28 квітня 1928 |

| «Славія» (Прага) | 0 — 0 | «Спарта» (Прага) |
| ---------------- | ----- | ---------------- |
|                  |       |                  |

| Прага Глядачів: 25 000 Арбітр: Франтішек Цейнар |

Матч був перерваний на 35-й хвилині матчу. Суддя Франтішек Цейнар призначив пенальті за порушення проти Їндржиха Шолтиса з боку Антоніна Пернера. Одинадцятиметровий мав виконувати Франтішек Свобода, але капітан «Спарти» Карел Пешек, на знак протесту проти рішення судді, сів на м'яч і не дозволив здійснити удар. Після чого вивів команду з поля. Незважаючи на високий міжнародний авторитет Цейнара, чеський футбольний союз став на сторону «Спарти» з формулюванням, що арбітр не вжив усіх необхідних заходів для продовження гри, і призначив догравання матчу на липень. Після цього інциденту чехословацькі футбольні арбітри часто бойкотували дербі між «Спартою» і «Славією», через що федерації доводилось запрошувати на матчі суддів з німецької і єврейської футбольних асоціацій, що діяли на території Чехословаччини.
Фінал. Перегравання
| 11 липня 1928 |

| «Славія» (Прага) | 1 — 0 | «Спарта» (Прага) |
| ---------------- | ----- | ---------------- |
| Свобода          |       |                  |

| Прага Глядачів: 15 000 Арбітр: Дубень |

## Кубок Мітропи
| 1/4 перший матч 14.08.1927 | «Спарта» (Прага)                        | 5:1        | «Адміра» (Відень) | Прага                                                       |  |
| | 2' 8' Веселий 41' Малоун 46' 53' Горейс | (протокол) | 10' Рунге         | Стадіон: Летна Глядачі: 8 000 Суддя: Ференц Гере (Угорщина) |  |
| Спарта: Гохманн — Пернер, Стейнер — Коленатий, Пешек (к), Гайний — Малоун, Патек, Сильний, Веселий, Горейс, тренер: Дік Адміра: Францль — Фоці, Янда — Вострак, Кох, Шотт — Зігль (к), Кліма, Штойбер, Шалль, Рунге, тренер: Сколаут |                                         |            |                   |                                                             |  |

| 1/4 другий матч 21.08.1927 | «Адміра» (Відень)                                    | 5:3 (6:8 заг.) | «Спарта» (Прага)            | Відень                                                           |  |
| | 13' 50' Шалль 43' (пен.) Зігль 52' Рунге 60' Штойбер | (протокол)     | 48' Сильний 73' 79' Веселий | Стадіон: ВАЦ-Плац Глядачі: 17 000 Суддя: Йожеф Шлішер (Угорщина) |  |
| Адміра: Францль — Фоці, Янда — Вострак, Кох, Шотт — Зігль (к), Кліма, Штойбер, Шалль, Рунге, тренер: Сколаут Спарта: Гохманн — Пернер, Стейнер — Коленатий, Пешек (к), Гайний — Малоун, Патек, Сильний, Веселий, Горейс, тренер: Дік |                                                      |                |                             |                                                                  |  |

| 1/2 перший матч 4.09.1927 | «Хунгарія» (Будапешт) | 2:2        | «Спарта» (Прага)      | Будапешт                                                             |  |
| | 30' Опата 69' Єні     | (протокол) | 34' Патек 64' Сильний | Стадіон: Хунгарія Корут Глядачі: 15 500 Суддя: Ойген Браун (Австрія) |  |
| Хунгарія: Бірі — Манді, Кочиш — Клебер, Кевеш, Ребро — Опата, Мольнар, Орт (к), Хірзер, Єні, тренер: Фельдманн Спарта: Гохманн — Пернер, Стейнер — Коленатий, Пешек (к), Гайний — Малун, Патек, Сильний, Веселий, Горейс, тренер: Дік |                       |            |                       |                                                                      |  |

| 1/2 другий матч 2.10.1927 | «Спарта» (Прага) | 0:0 (2:2 заг.) | «Хунгарія» (Будапешт) | Прага                                                       |  |
| |                  | (протокол)     |                       | Стадіон: Летна Глядачі: 22 000 Суддя: Ойген Браун (Австрія) |  |
| Спарта: Гохманн — Пернер, Стейнер — Коленатий, Пешек (к), Гайний — Малун, Патек, Сильний, Веселий, Горейс, тренер: Дік. Хунгарія: Бірі — Манді, Кочиш — Ребро, Клебер, Шнайдер — Браун, Конрад (к), Опата, Шкварек, Хірзер тренер: Фельдманн |                  |                |                       |                                                             |  |

У складі «Хунгарії» вийшов гравець без відповідного дозволу (Кальман Конрад), тому команда була дискваліфікована. До фіналу пройшла «Спарта» (Прага).
| Фінал перший матч 30 жовтня 1927 | «Спарта» (Прага)                                  | 6:2        | «Рапід» (Відень)              | Прага                                                               |  |
| | Пешек 1' Шима 14' Сильний 33', 76' Патек 62', 78' | (протокол) | 15' Веселік 34' (пен.) Весели | Стадіон: «Летна» Глядачі: 25 000 Суддя: Рафаель ван Прааг (Бельгія) |  |
| Спарта: Франтішек Гохманн — Ярослав Бургр, Антонін Пернер — Франтішек Коленатий, Карел Пешек (к), Фердинанд Гайний — Адольф Патек, Йозеф Шима, Йозеф Мислик, Йозеф Сильний, Йозеф Горейс, тренер: Джон Дік. Рапід: Вальтер Файгль — Леопольд Цейка, Отто Єллінек — Йозеф Мадльмаєр, Йозеф Смістик, Леопольд Ніч (к) — Карл Вондрак, Франц Веселік, Ріхард Кутан, Йоганн Хорват, Фердинанд Весели тренер: Едуард Бауер |                                                   |            |                               |                                                                     |  |

| Фінал другий матч 13 листопада 1927 | «Рапід» (Відень)    | 2:1        | «Спарта» (Прага) | Відень                                                                 |  |
| | Веселик 5' Луеф 55' | (протокол) | 82' Сильний      | Стадіон: «Рапідплац» Глядачі: 40 000 Суддя: Віллем Еймерс (Нідерланди) |  |
| Рапід: Вальтер Файгль — Леопольд Ніч (к), Роман Шрамсайс — Йозеф Мадльмаєр, Йозеф Смістик, Йоганн Ріхтер — Карл Бауер, Йоганн Хорват, Франц Веселік, Йоганн Луеф, Фердинанд Весели тренер: Едуард Бауер Спарта: Франтішек Гохманн — Ярослав Бургр, Антонін Пернер — Франтішек Коленатий, Карел Пешек (к), Фердинанд Гайний — Адольф Патек, Йозеф Шима, Йозеф Мислик, Йозеф Сильний, Йозеф Горейс, тренер: Джон Дік. |                     |            |                  |                                                                        |  |

### Склад
| «Спарта» (Прага) Воротар: Франтішек Гохманн (6). Захисники: Антонін Пернер (6), Карел Стейнер (4), Ярослав Бургр (2). Півзахисники: Франтішек Коленатий (6), Карел Пешек-Кадя (6.1), Фердинанд Гайний (6). Нападники: Йозеф Сильний (6.5), Адольф Патек (6.3), Йозеф Горейс (6.2), Ян Малоун (4.1), Евжен Веселий (4.4), Йозеф Шима (2.1), Йозеф Мислик (2). Тренер: Джон Дік. |

## Товариські матчі
| ТМ 27.11.1927 | Спарта (Прага)    | 3:1  | Ференцварош (Будапешт) | Прага                                                  |  |
| | Веселий Іннерманн | звіт | пен.' Й.Такач          | Стадіон: Летна Глядачі: 11 000 Суддя: Франтішек Цейнар |  |
| Спарта: Гохманн, А.Гоєр, Пернер, Коленатий, Пешек-Кадя, Гайний, Патек, Іннерманн, Сильний, Веселий, Горейс Ференцварош: Амшель, Г.Такач, Хунглер, Фурманн, Букови, Обітц, Ражо, Й.Такач, Фрегліх, Седлачек, Когут |                   |      |                        |                                                        |  |